# Discestra ultra
Discestra ultra är en fjärilsart som beskrevs av Barnes och Benjamin 1924. Discestra ultra ingår i släktet Discestra och familjen nattflyn. Inga underarter finns listade i Catalogue of Life.